# Kim Lone

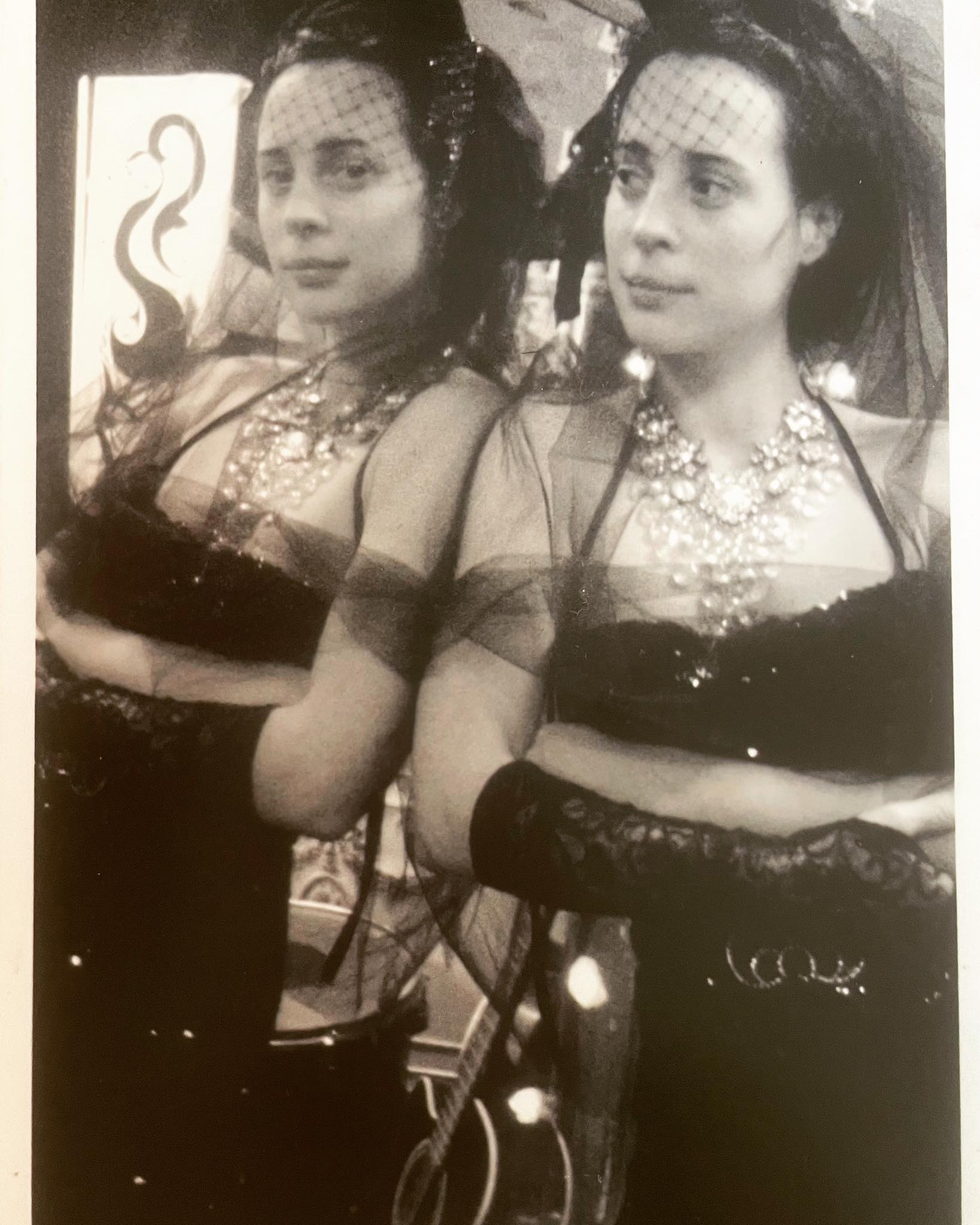
Kim Lone 2019

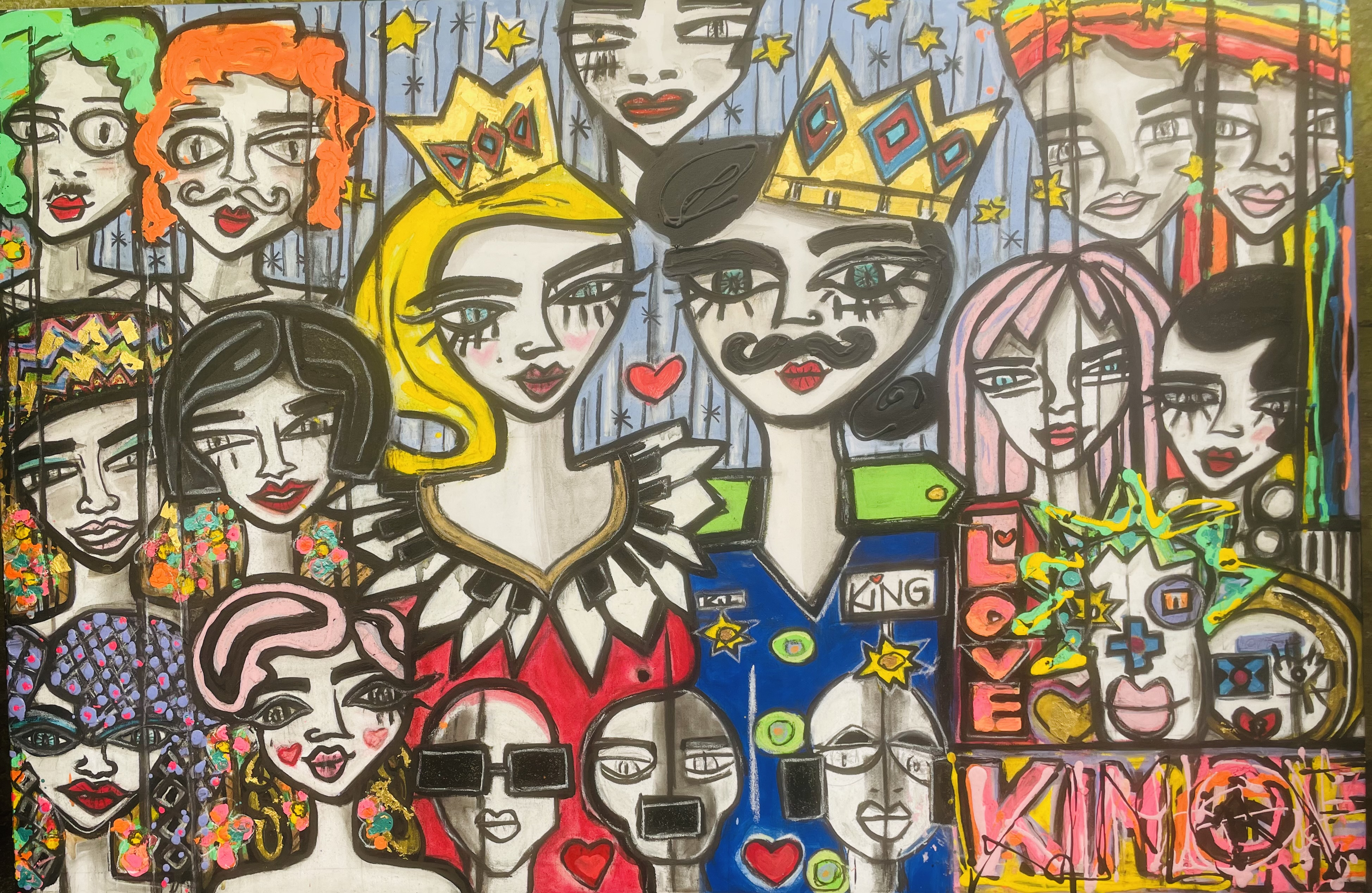
Kim Lones Pop-Art Kunst aus 2023

Kim Lone (* als Kerstin Jasmin Anna Schober in Graz) ist eine österreichische Singer-Songwriterin, Illustratorin, Produzentin, Filmemacherin, Designerin, Malerin und Pop-Art-Künstlerin. Bekannt wurde sie als Sängerin der Girlgroup C-Bra.

## Leben und Wirken
Kim Lone hatte mit 14 Jahren ihre erste Band, The Uptown Monotones, mit 18 Jahren ging es auf Empfehlung von Klaus Eberhartinger zu David Bronner, dem Bruder von Oscar und Sohn von Gerhard Bronner, ins Studio – das Ergebnis war die Girlband C-Bra. Die Formation bestand von 1998 bis Ende 2000 und konnte sich mit mehreren Singles und dem Debütalbum in den österreichischen Charts platzieren.
Mit 22 Jahren ging Kim Lone nach London. Dort arbeitete sie mit dem Songwriter David Malin, mit dem sie in Ramsgate ein Studio am Meer aufgebaut und dort zwei Jahre lang neue Songs geschrieben hat. Im Jahr 2002 traf Kim Lone auf den Produzenten Youth. Es entstanden einige Lieder wie z. B. All the men in my life. Sie ist im Cafe de Paris bis hin zum Glastonbury Festival im Jahr 2008 und 2009 aufgetreten.
Im Jahr 2014 arbeitete sie gemeinsam mit dem Fotografen Ruven Afanador als Designerin und Setdesignerin für das Town & Country Magazine Amerika. Der ORF widmete ihrem Design einen eigenen Beitrag in der Sendung Steiermark heute. In erster Linie aber widmet sie sich in ihrer Heimat Graz der Malerei.
2017 hatte Kim Lone mit ihrer damaligen Galeristin Ursula Stross und u. a. dem österreichischen Künstler Emmerich Weissenberger eine gemeinsame Ausstellung auf der internationalen Kunstmesse Scope Miami Beach in den USA. Im Jahr 2019 stellte sie im Cafe Kaiserfeld in Graz ihre neuen Bilder unter dem Namen People watching aus der Serie it’s pop art baby vor. Kim Lone hat u. a. im Jahr 2012 wie auch 2013 mehrfach an Gruppenausstellungen der Londoner Galerie Espacio teilgenommen. Kim Lone stellte aber auch in Österreich überregional aus, z. B. in der Hypo Vorarlberg.